# Melanargia deubeli
Melanargia deubeli är en fjärilsart som beskrevs av Silbernagel 1909. Melanargia deubeli ingår i släktet Melanargia och familjen praktfjärilar. Inga underarter finns listade i Catalogue of Life.